# Reinhardshofen (Gutenstetten)
Reinhardshofen ist ein Gemeindeteil der Gemeinde Gutenstetten im Landkreis Neustadt an der Aisch-Bad Windsheim (Mittelfranken, Bayern). Die Gemarkung Reinhardshofen hat eine Fläche von 4,777 km². Sie ist in 569 Flurstücke aufgeteilt, die eine durchschnittliche Fläche von 8396,11 m² haben.

## Geographie
Das Kirchdorf liegt nördlich der Aisch. Im Westen liegt die Winterleiten, im Nordosten das Waldgebiet Stängach, im Norden der Heidelberg. Die Kreisstraße NEA 12 führt nach Bergtheim (2 km nördlich) bzw. nach Pahres (0,8 km südlich). Gemeindeverbindungsstraßen führen nach Gutenstetten (1,6 km südwestlich) und nach Rappoldshofen (1,2 km östlich).

## Geschichte
Der Ort wie auch die Nachbarorte, die auf –hof(en) enden, gehören vermutlich dem karolingischen Siedlungsbau an. Sie können ein Seitenausbaustück der Königsmark Riedfeld gewesen sein, das ausschließlich Grundherren überlassen wurde, in diesem Fall einem Reginhard. Der Ort soll um 741 gegründet worden sein, wurde jedoch 1361/64 im Urbar der Burggrafschaft Nürnberg erstmals namentlich erwähnt. Die Fraisch übte das burggräfliche Amt Dachsbach aus. Der Burggraf war Grundherr über 53⁄4 Huben, 111⁄2 Lehen und 3 Hofstätten. Die 16 Morgen Äcker wurden erst in burggräflicher Zeit durch Rodung gewonnen. Der halbe Heuzehnt stand dem Kloster Birkenfeld zu. Der kleine Zehnt gehörte ab 1421 Wilhelm von Abenberg, der ab 1466 den Herren von Crailsheim zu Mainsondheim als Mannlehen verliehen wurde. Im Salbuch des nunmehr markgräflichen Amt Dachsbach des Jahres 1434 sind für „Rinhartzhoffen“ 8 Güter verzeichnet mit 143⁄4 Morgen Äcker und 251⁄4 Tagewerk Wiesen. Des Weiteren gab es eine Hofstatt und zwei Häuser mit Stadeln. Seit dem 15. Jahrhundert ist die Kilianskirche bezeugt, die eine Filiale von St. Johannes Baptist und Laurentius in Gutenstetten war. 1574 gab es im Ort 32 Anwesen. Im Dreißigjährigen Krieg verbargen sich aus Furcht vor den Übergriffen marodierender Söldner die Einwohner zeitweise im Wald. Von 1634 bis 1640 hatte Reinhardshofen nur noch vier bewohnte Anwesen.
Gegen Ende des 18. Jahrhunderts gab es in Reinhardshofen 27 Anwesen. Das Hochgericht und die Dorf- und Gemeindeherrschaft übte das brandenburg-bayreuthische Kasten- und Jurisdiktionsamt Dachsbach aus. Grundherren waren das Fürstentum Bayreuth (19 Anwesen; Kasten- und Jurisdiktionsamt Dachsbach: 1 Wirtshaus, 2 Huben, 3 Halbhuben, 3 Güter, 2 Gütlein, 2 Häuser, 2 Häuslein, 1 Gemeindehirtenhaus; Klosteramt Birkenfeld: 1 Gülthof, 1 Häckersgütlein; Klosteramt Münchsteinach: 1 Gut), das Rittergut Rauschenberg (4 Güter, 3 Sölden) und die Pfarrei Oberhöchstädt (1 Gut).
Von 1797 bis 1810 unterstand der Ort dem Justizamt Dachsbach und Kammeramt Neustadt. 1810 kam Reinhardshofen an das Königreich Bayern. Im Rahmen des Gemeindeedikts wurde Reinhardshofen dem 1811 gebildeten Steuerdistrikt Gutenstetten und der 1813 gebildeten Ruralgemeinde Pahres zugewiesen. Mit dem Zweiten Gemeindeedikt (1818) entstand die Ruralgemeinde Reinhardshofen, zu der Rappoldshofen gehörte. Sie war in Verwaltung und Gerichtsbarkeit dem Landgericht Neustadt an der Aisch zugeordnet und in der Finanzverwaltung dem Rentamt Neustadt an der Aisch (1919 in Finanzamt Neustadt an der Aisch umbenannt, seit 1972 Finanzamt Uffenheim). 7 Anwesen unterstanden jedoch bis 1848 in der freiwilligen Gerichtsbarkeit dem Patrimonialgericht Rauschenberg. Ab 1862 gehörte Reinhardshofen zum Bezirksamt Neustadt an der Aisch (1939 in Landkreis Neustadt an der Aisch umbenannt). Die Gerichtsbarkeit blieb beim Landgericht Neustadt an der Aisch (1879 in das Amtsgericht Neustadt an der Aisch umgewandelt). Die Gemeinde hatte 1964 eine Gebietsfläche von 6,614 km².
Am 31. Dezember 1971 wurde die Gemeinde Reinhardshofen im Zuge der Gebietsreform in Bayern aufgelöst: Reinhardshofen wurde nach Gutenstetten eingemeindet, während Rappoldshofen nach Gerhardshofen eingemeindet wurde.

### Baudenkmäler
In Reinhardshofen gibt es fünf Baudenkmäler:
- An der Steige 18: Wohnstallhaus
- Mittlere Dorfstraße 3: evang.-luth. Filialkirche St. Kilian
- Untere Dorfstraße 8: ehemaliges Badhaus
- Untere Dorfstraße 13: Halbwalmdachhaus
- Steinkreuz

### Einwohnerentwicklung
Gemeinde Reinhardshofen
| Jahr      | 1818   | 1840   | 1852   | 1855   | 1861   | 1867   | 1871   | 1875   | 1880   | 1885   | 1890   | 1895   | 1900   | 1905   | 1910   | 1919   | 1925   | 1933   | 1939   | 1946   | 1950   | 1952   | 1961   | 1970   |
| Einwohner | 308    | 368    | 337    | 321    | 322    | 309    | 300    | 305    | 294    | 299    | 276    | 290    | 280    | 302    | 300    | 287    | 263    | 242    | 230    | 340    | 353    | 316    | 244    | 243    |
| Häuser    | 50     | 54     |        |        |        |        | 52     |        |        | 54     | 52     |        | 53     |        |        |        | 48     |        |        |        | 48     |        | 52     |        |
| Quelle    | [ 18 ] | [ 19 ] | [ 20 ] | [ 20 ] | [ 21 ] | [ 22 ] | [ 23 ] | [ 24 ] | [ 25 ] | [ 26 ] | [ 27 ] | [ 20 ] | [ 28 ] | [ 20 ] | [ 29 ] | [ 20 ] | [ 30 ] | [ 20 ] | [ 20 ] | [ 20 ] | [ 31 ] | [ 20 ] | [ 13 ] | [ 32 ] |

Ort Reinhardshofen
| Jahr      | 001818 | 001840 | 001861 | 001871 | 001885 | 001900 | 001925 | 001950 | 001961 | 001970 | 001987 | 002014 |
| Einwohner | 223    | 272    | 233    | 215    | 223    | 208    | 200    | 268    | 197    | 192    | 212    | 319    |
| Häuser    | 37     | 40     |        |        | 41     | 40     | 36     | 37     | 41     |        | 55     |        |
| Quelle    | [ 18 ] | [ 19 ] | [ 21 ] | [ 23 ] | [ 26 ] | [ 28 ] | [ 30 ] | [ 31 ] | [ 13 ] | [ 32 ] | [ 33 ] | [ 2 ]  |

## Religion
Der Ort ist seit der Reformation evangelisch-lutherisch geprägt und bis heute nach St. Johannes Baptist und Laurentius (Gutenstetten) gepfarrt.